# Feihyla vittata
Feihyla vittata là một loài ếch trong họ Rhacophoridae. Chúng được tìm thấy ở Campuchia, Trung Quốc, Ấn Độ, Lào, Myanma, Thái Lan, Việt Nam, và có thể cả Bangladesh.
Các môi trường sống tự nhiên của chúng là các khu rừng ẩm ướt đất thấp nhiệt đới hoặc cận nhiệt đới, các khu rừng vùng núi ẩm nhiệt đới hoặc cận nhiệt đới, xavan ẩm, vùng đất ẩm có cây bụi nhiệt đới hoặc cận nhiệt đới, đầm nước, đầm nước ngọt, đầm nước ngọt có nước theo mùa, các khu rừng trước đây bị suy thoái nặng nề, và đất có tưới tiêu.